# Ліси півдня Великих озер
Ліси півдня Великих озер (ідентифікатор WWF: NA0414) — неарктичний екорегіон помірних широколистяних та мішаних лісів, розташований в регіоні Великих озер на території США та Канади.

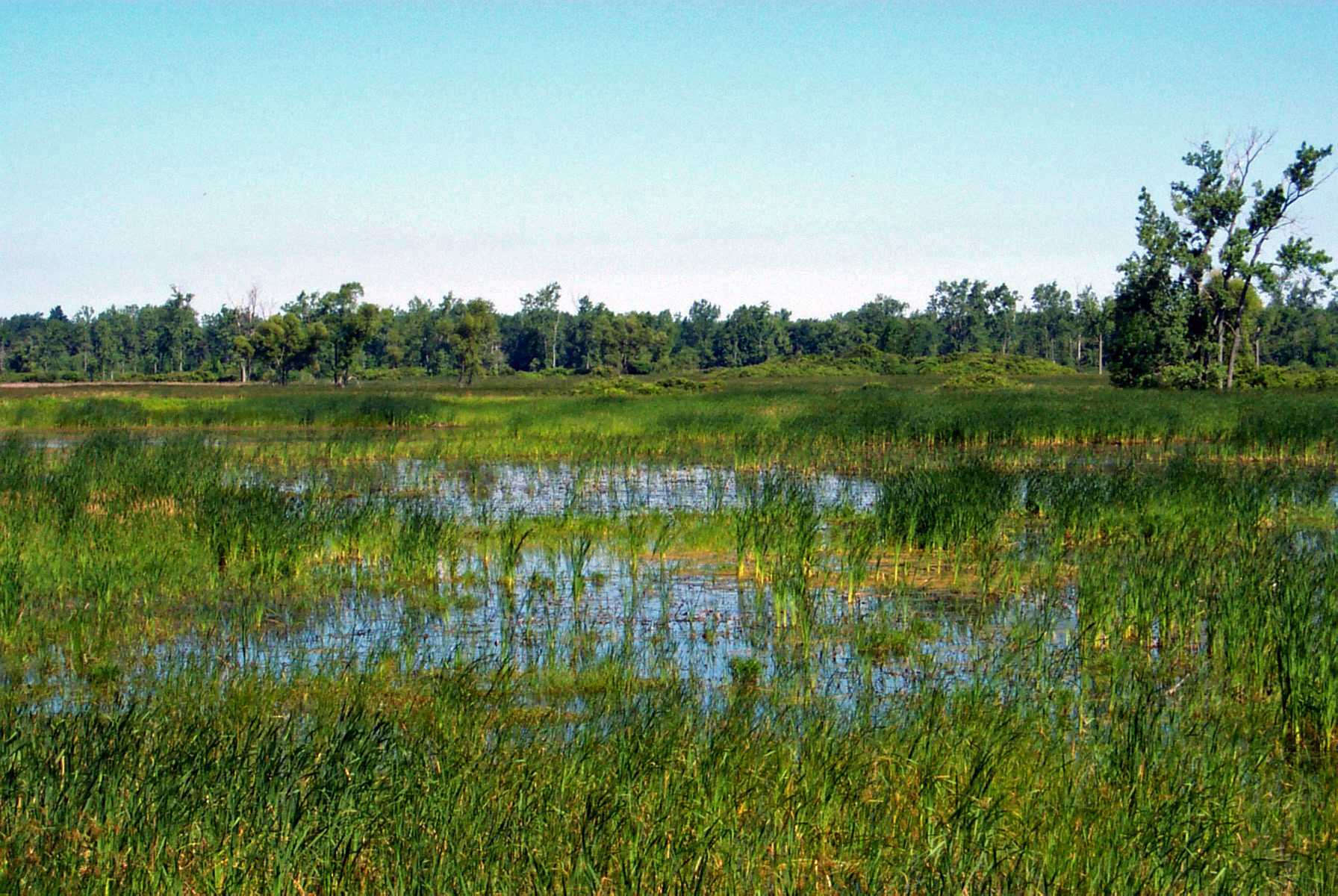
Болото у Ірокезький національний природний заповідник (Нью-Йорк, США)

## Географія
Екорегіон лісів півдня Великих озер простягається через більшу частину штатів Індіана та Огайо до південної частини Нижнього півострова в штаті Мічиган, на південь від озер Мічиган та Гурон. Також він охоплює крайній південь півострова Онтаріо, все узбережжя озера Ері та південне і західне узбережжя озера Онтаріо в штатах Пенсільванія та Нью-Йорк
Рельєф регіону переважно представлений горбистими рівнинами, порізаними численними ярами, особливо на півдні, хоча подекуди ці низовини є майже пласкими. З геологічної точки зору його основу складають палеозойські вапняки та інші багаті на карбонати осадові породи. Більша частина екорегіону розташована на південний захід від Ніагарського уступа, який проходить між озерами Ері та Онтаріо, формуючи знаменитий Ніагарський водоспад, найбільший в Північній Америці. Майже вся територія регіону, за винятком південної частини, була вкрита Лаврентійським льодовиковим щитом під час останнього льодовикового періода. На низовинах, що прилягають до озер Ері, Гурон та Мічиган, зустрічаються численні морени, ками, ескери, зандри та інші льодовикові форми рельєфу.
На захід від екорегіону поширені перехідні лісостепи Центральних Сполучених Штатів, на південь — широколистяні ліси Центральних Сполучених Штатів, а на схід — мішані мезофільні ліси Аппалачів та ліси Аллеганської височини. На півночі Нижнього півострова екорегіон переходить у ліси заходу Великих озер, а на Лаврентійській низовині, розташованій на півдні Онтаріо, — у низинні ліси сходу Великих озер.

## Клімат
На більшій частині екорегіону домінує вологий континентальний клімат (Dfb або Dfa за класифікацією кліматів Кеппена). Літо в регіоні тепле або спекотне, а зима холодна. У канадській частині регіону літо вологе, тепле або спекотне, а зима м'яка, сніжна. Середньорічна температура тут становить близько 8 °C, середня літня температура — 18 °C, а середня зимова температура — -2,5 °C. Середньорічна кількість опадів коливається від 750 до 900 мм, які рівномірно розподілені протягом року. Влітку в екорегіоні часто трапляються торнадо.

## Флора
Природний рослинний покрив екорегіону представлений широколистяними лісами, які відрізняються від мішаних лісів, поширених північніше, та характеризуються меншим видовим різноманіттям, порівняно з іншими широколистяними лісами, поширеними південніше та східніше. Історично майже 80 % дерев у лісах екорегіону складали цукрові клени (Acer saccharum) та великолисті буки (Fagus grandifolia). Букові та кленово-букові ліси характеризуються щільним лісовим наметом та товстим шаром лісової підстилки, який сприяє росту весняних багаторічних трав та перешкоджає росту мохів. На сухих ділянках домінують білі дуби (Quercus alba), червоні дуби (Quercus rubra) та білі гікорі (Carya ovata), а на найбільш зволожених ділянках ростуть мішані заболочені ліси, основу яких складають американські в'язи (Ulmus americana), американські ясени (Fraxinus americana) та червоні клени (Acer rubrum). Серед інших дерев, що ростуть в лісах регіону, слід відзначити пізню черемху (Prunus serotina), американське тюльпанне дерево (Liriodendron tulipifera), квітучий кизил (Cornus florida), білуватий сассафрас (Sassafras albidum), чорний горіх (Juglans nigra), канадську тсуґу (Tsuga canadensis) та віргінський яловець (Juniperus virginiana).
В екорегіоні також зустрічаються різні нелісові рослинні угруповання, які сприяють загальному високому біорізноманіттю регіону. На реліктових низинних болотах та торф'яниках, що зустрічаються у післяльодовикових западинах, ростуть трикутнолисті тополі (Populus deltoides), американські осики (Populus tremuloides), чорні тупело (Nyssa sylvatica), сірі берези (Betula populifolia), чорні берези (Betula nigra), американські модрини (Larix laricina) та західні туї (Thuja occidentalis). Тут також зустрічаються кущі чашечкової торф'яниці (Chamaedaphne calyculata) і гренландського рододендрона (Rhododendron groenlandicum) та орхідеї драконячі пащі (Arethusa bulbosa). Подекуди в регіоні трапляються невеликі ділянки соснових лісів, в яких домінують сосни Веймута (Pinus strobus). Від Великих рівнин на схід до центрального Огайо простягається ізольований пояс високотравних прерій, відомий як Прерієвий півострів, де зустрічаються такі рідкісні рослини, як королівська смілка (Silene regia). Подекуди вздовж берегів Великих озер зустрічаються великі ділянки боліт та дюни. Важливим фактором, який впливає на видовий склад та структуру лісів регіону, є характер ґрунтів. На поширення реліктових прерій та дубових саван впливає частота пожеж та глибина ґрунтових вод. Територія екорегіону є найпівнічнішою межею поширення для багатьох каролінських видів рослин.

## Фауна
В межах екорегіону зустрічається 56 видів ссавців та понад 220 видів птахів. Серед поширених в екорегіоні ссавців слід відзначити білохвостого оленя (Odocoileus virginianus), койота (Canis latrans), звичайну лисицю (Vulpes vulpes), сіру лисицю (Urocyon cinereoargenteus), довгохвосту ласицю (Neogale frenata), смугастого скунса (Mephitis mephitis), американського борсука (Taxidea taxus), американського зайця (Lepus americanus), флоридського кролика (Sylvilagus floridanus), червону вивірку (Tamiasciurus hudsonicus), лисячу вивірку (Sciurus niger), звичайного ракуна (Procyon lotor), східного бурундука (Tamias striatus) та віргінського опосума (Didelphis virginiana). На берегах річок та озер поширені канадські бобри (Castor canadensis), канадські видри (Lontra canadensis), річкові візони (Neogale vison) та болотяні ондатри (Ondatra zibethicus). Великі ссавці, зокрема західні лосі (Alces alces andersoni), лісові карибу (Rangifer tarandus caribou), східні вапіті (Cervus canadensis canadensis), барибали (Ursus americanus), канадські рисі (Lynx canadensis), руді рисі (Lynx rufus), північноамериканські пуми (Puma concolor couguar) та східні вовки (Canis lupus lycaon), були переважно винищені в регіоні.
Серед поширених в екорегіоні птахів слід відзначити віргінську перепелицю (Colinus virginianus), американського орябка (Bonasa umbellus), великого індика (Meleagris gallopavo), північну зенаїду (Zenaida macroura), каролінку (Aix sponsa), білоголового орлана (Haliaeetus leucocephalus), каролінську гілу (Melanerpes carolinus), жовточеревого дятла-смоктуна (Sphyrapicus varius), пухнастого дятла (Dryobates pubescens), північну сплюшку (Megascops asio), рубіновогорлого колібрі (Archilochus colubris), блакитну сизойку (Cyanocitta cristata), лісового піві (Contopus virens), чубатого копетона (Myiarchus crinitus), гострочубу синицю (Baeolophus bicolor), горихвісткового пісняра (Setophaga ruticilla), рудобокого пісняра-лісовика (Setophaga pensylvanica), чорногорлу болотянку (Setophaga citrina), оливкового смугастовольця (Seiurus aurocapilla), рудокрилого багновця (Centronyx henslowii), кармінову пірангу (Piranga olivacea), червоноволого кардинала-довбоноса (Pheucticus ludovicianus), червоного кардинала (Cardinalis cardinalis) та лісового дрозда (Hylocichla mustelina).

## Збереження
Природа екорегіону дуже сильно постраждала від діяльності людини: розвитку сільського господарства Кукурудзяного поясу, розвитку промисловості та розширення передмість. Майже 99 % природного рослинного покриву було знищено, а його крихітні залишки є значно деградованими і фрагментованими. Втрати водно-болотних угідь були особливо серйозними: Огайо втратило 90 % своїх водно-болотних угідь, а у Південному Мічигані було знищено 80 % модринових боліт. Від прерій регіону залишилися лише невеликі ділянки вздовж залізниць, на кладовищах піонерів та на інших цілинних ділянках. 
Територія екорегіону є однією з найбільш густонаселених в США та Канаді. Тут розташоване Торонто, найбільше місто Канади, в якому живе понад 2,7 мільйони людей, а також такі великі міста, як Гамільтон, Баффало, Рочестер, Сірак'юс, Детройт, Ері, Клівленд, Цинциннаті, Колумбус та Індіанаполіс.
Оцінка 2017 року показала, що 2194 км², або 2 % екорегіону, є заповідними територіями. Природоохоронні території включають: Біосферний заповідник Ніагарського уступу, Національний парк дюн Індіани, Національний парк долини Кайхоги, Аллеганський державний заповідник, Державний парк дюн Согатака, Державна природоохоронна зона Ватерлоо, Державний парк Піматунінг та Ірокезький національний природний заповідник.